# Inese Tarvida
Inese Tarvida, née le 16 novembre 1998 à Bauska, est une taekwondoïste lettonne, médaillée de bronze au niveau mondial en 2017 et 2019.

## Biographie
Elle remporte la médaille d'argent  en moins de 57 kg aux Championnats d'Europe pour catégories olympiques de taekwondo 2017 à Sofia.
Aux championnats du monde 2017, elle termine sur la troisième marche du podium dans la catégorie des poids coq (-53 kg), médaille qu'elle conserve en 2019. Elle est également championne d'Europe dans cette catégorie en 2018.
En 2021, elle obtient la médaille de bronze en moins de 57 kg lors des Championnats d'Europe à Sofia.